# Pavel Chaloupka
Pavel Chaloupka (4. května 1959 Most – 23. května 2025 Chomutov) byl český fotbalista, československý reprezentant, účastník mistrovství světa roku 1982 ve Španělsku (odehrál zápas ve skupině proti Anglii).

## Fotbalová kariéra
V československé reprezentaci odehrál 20 zápasů a vstřelil 2 góly (v kvalifikačním utkání mistrovství Evropy 1984 proti Itálii a v přátelském zápase proti Dánsku). Svůj fotbalový život spojil především s Bohemians Praha, odehrál za ně 219 ligových utkání a vstřelil v nich 77 gólů.
Za vršovický klub hrál v letech 1980–1988, v ročníku 1982/83 s ním získal mistrovský titul, byl nejlepším prvoligovým střelcem a probojoval se do semifinále Poháru UEFA. V Poháru mistrů evropských zemí nastoupil ve 4 utkáních a dal 1 gól a v Poháru UEFA nastoupil v 19 utkáních a dal 3 góly.

## Ligová bilance
| Ročník                                     | Zápasy | Góly | Klub            |
| ------------------------------------------ | ------ | ---- | --------------- |
| 1. československá fotbalová liga 1976/1977 | 1      | 0    | SU Teplice      |
| 1. československá fotbalová liga 1977/1978 | 13     | 1    | SU Teplice      |
| Česká národní fotbalová liga 1978/1979     | -      | -    | VTJ Tábor       |
| 1. československá fotbalová liga 1979/1980 | 15     | 0    | Bohemians Praha |
| 1. československá fotbalová liga 1980/1981 | 30     | 4    | Bohemians Praha |
| 1. československá fotbalová liga 1981/1982 | 27     | 9    | Bohemians Praha |
| 1. československá fotbalová liga 1982/1983 | 29     | 17   | Bohemians Praha |
| 1. československá fotbalová liga 1983/1984 | 27     | 9    | Bohemians Praha |
| 1. československá fotbalová liga 1984/1985 | 16     | 7    | Bohemians Praha |
| 1. československá fotbalová liga 1985/1986 | 6      | 3    | Bohemians Praha |
| 1. československá fotbalová liga 1986/1987 | 29     | 7    | Bohemians Praha |
| 1. československá fotbalová liga 1987/1988 | 26     | 14   | Bohemians Praha |
| 1. československá fotbalová liga 1988/1989 | 14     | 7    | Bohemians Praha |
| CELKEM 1. liga                             | 233    | 78   |                 |